# Debhata
Debhata är ett underdistrikt i Bangladesh. Det ligger i den sydvästra delen av landet, 190 km sydväst om huvudstaden Dhaka.
Trakten runt Debhata består huvudsakligen av våtmarker. Runt Debhata är det tätbefolkat, med 819 invånare per kvadratkilometer.